# Aston Villa Football Club 1879-1880
Questa voce raccoglie le informazioni riguardanti l'Aston Villa Football Club nelle competizioni ufficiali della stagione 1879-1880.

## Stagione
Durante la stagione 1879-80 l'Aston Villa, guidato dal capitano George Ramsay, partecipò per la prima volta all'FA Cup. Il primo gol in questa competizione per i Lions fu segnato da Andrew Hunter nel match valido per il secondo turno contro lo Stafford Road. Il cammino si fermò il turno successivo, quando la squadra fu costretta al ritiro. In questa annata riuscì a vincere la manifestazione calcistica amichevole della Birmingham Senior Cup, primo trofeo vinto dai Villans.

## Rosa
Fonte:
| N. |                        | Ruolo | Calciatore     |
| -- | ---------------------- | ----- | -------------- |
|    | Inghilterra (bandiera) | P     | John Ball      |
|    | Inghilterra (bandiera) | P     | George Copley  |
|    | Inghilterra (bandiera) | D     | Tommy Pank     |
|    | Inghilterra (bandiera) | D     | Henry Simmonds |
|    | Inghilterra (bandiera) | C     | Elisha Davis   |
|    | Inghilterra (bandiera) | C     | Samuel Law     |
|    | Inghilterra (bandiera) | C     | Ted Lee        |

| N. |                        | Ruolo | Calciatore               |
| -- | ---------------------- | ----- | ------------------------ |
|    | Inghilterra (bandiera) | A     | William Crossland        |
|    | Scozia (bandiera)      | A     | Andrew Hunter            |
|    | Scozia (bandiera)      | A     | Archie Hunter            |
|    | Inghilterra (bandiera) | A     | Charlie Johnstone        |
|    | Inghilterra (bandiera) | A     | Billy Mason              |
|    | Scozia (bandiera)      | A     | George Ramsay (capitano) |

## Risultati

### FA Cup
| 13 dicembre 1879 Secondo turno - Andata           | Stafford Road | 1 – 1         | Aston Villa | (2 000 spett.) |
| \| \| \| \| \| ? \| Marcatori \| ?’ An. Hunter \| |               |               |             |                |
|                                                   |               |               |             |                |
| ?                                                 | Marcatori     | ?’ An. Hunter |             |                |

| Birmingham 24 gennaio 1880 Secondo turno – Ritorno         | Aston Villa | 3 – 1 | Stafford Road | Wellington Road (2 000 spett.) |
| \| \| \| \| \| Mason ?’, ?’ Law ?’ \| Marcatori \| ?’ ? \| |             |       |               |                                |
|                                                            |             |       |               |                                |
| Mason ?’, ?’ Law ?’                                        | Marcatori   | ?’ ?  |               |                                |

| Oxford Terzo turno - Andata | Oxford University | – Ritiro | Aston Villa |  |

## Statistiche

### Statistiche dei giocatori
Fonte:
| Giocatore    | FA CUP   | FA CUP |
| Giocatore    | Presenze | Reti   |
| ------------ | -------- | ------ |
| J. Ball      | 2        | -2     |
| G. Copley    | 0        | -0     |
| W. Crossland | 2        | 0      |
| E. Davis     | 2        | 0      |
| An. Hunter   | 2        | 1      |
| Ar. Hunter   | 2        | 0      |
| C. Johnstone | 1        | 0      |
| S. Law       | 2        | 1      |
| T. Lee       | 2        | 0      |
| B. Mason     | 2        | 2      |
| T. Pank      | 2        | 0      |
| G. Ramsay    | 1        | 0      |
| H. Simmonds  | 2        | 0      |